# 곽정혜
곽정혜(郭貞惠, 1986년 11월 19일~)는 대한민국의 사격 선수이다. 2016년 하계 올림픽과 2020년 하계 올림픽 여자 10m 공기권총 종목에 참가했다.

## 생애
제주도 북제주군 조천읍(현재의 제주특별자치도 제주시 조천읍) 출신으로 조천초등학교 신흥분교, 함덕중학교, 함덕정보산업고등학교를 거쳐, 울산과학대학을 졸업했다.